# Khilafat
La Khilafa o Moviment Khilafat fou un moviment polític religiós de l'Índia Britànica. Es va organitzar el setembre de 1919 quan es va saber la imminència del tractat de Sevres en què la posició del sultà-califa de Turquia quedava seriosament damnada. Diverses viles del nord van crear comitès i la seu central fou a Bombai sota la direcció del ric comerciant Seth Chotani, Muhammad i Shawkat Ali, Abu l-Kalam Azad, el Dr. Ansari i Hasrat Mohani. El Congrés Nacional de l'Índia li va donar suport (1920-1922) i Mohandas Gandhi va esdevenir membre del comitè central del Khilafat (març de 1920). El febrer de 1922 Gandhi va suspendre el moviment de no cooperació i els musulmans indis es van considerar traïts. El novembre del mateix any Kemal Atatürk va abolir el sultanat a Turquia; el moviment khalifat va quedar tocat i especialment quan el març de 1924 fou abolit el califat; l'organització es va dissoldre. Una part dels dirigents va passar al Congrés Nacional de l'Índia i l'altra a la Lliga Musulmana. Un grup va voler salvar l'organització que el 1928 es podia donar per liquidada totalment.